# Birgitta Andersson
Ulla Birgitta Helena Andersson Bye, née le 20 avril 1933 à Mariestad, est une actrice suédoise.

## Biographie
Née en 1933, elle est révélée au milieu des années 1950, dans la lignée des actrices suédoises Karin Molander et Mary Johnson. Elle est élève au Théâtre d'Art dramatique de Stockholm où Greta Garbo et Ingrid Bergman s'étaient formées. Le public lui donne rapidement son diminutif « bibi ». Elle se perfectionne ensuite avec une troupe de théâtre de Malmö. Ingmar Bergman la remarque et lui confie un petit rôle dans Sourires d'une nuit d'été, puis elle obtient un rôle un peu plus important dans Herr Arnes penningar de Gustaf Molander.
Birgitta Andersson a joué tant au théâtre, à la télévision qu'au cinéma. Elle est notamment célèbre pour avoir incarné le personnage de mère Brimborion dans une adaptation télévisée dans les années 1970, ainsi que le rôle de Hedvig dans Från A till Ö et de Doris  dans Jönssonligan.

## Filmographie partielle
- 1955 : La Jeune Fille sous la pluie (Flickan i regnet) d'Alf Kjellin
- 1964 : Äktenskapsbrottaren de Hasse Ekman
- 1965 : Att angöra en brygga de Tage Danielsson
- 1978 : Les Folles Aventures de Picasso (Picassos äventyr), de Tage Danielsson
- 1979 : Du är inte klok, Madicken de Göran Graffman